# Brothers and Sisters (album)
Pour les articles homonymes, voir Brothers and Sisters.
Albums de The Allman Brothers Band
Eat a Peach
(1972) Win, Lose or Draw
(1975)
Singles
1. Ramblin' Man
Sortie : août 1973
2. Jessica
Sortie : décembre 1973

Brothers and Sisters est le cinquième album, le troisième entièrement enregistré en studio, du groupe blues rock américain The Allman Brothers Band. Il est sorti en août 1973 sur le label Capricorn Records et a été produit par le groupe et Johnny Sandlin .

## Historique

### L'enregistrement
Le groupe commence à travailler sur l'enregistrement de son nouvel album dans les studios Capricorn Sound à Macon en octobre 1972. Un an après le décès de Duane Allman, le groupe ne se résout pas à le remplacer par un autre guitariste. C'est finalement un pianiste, Chuck Leavell qui est engagé. Ce dernier a joué sur l'album solo de Greg Allman, Laid Back, sorti peu de temps auparavant, qui était produit par Johnny Sandlin. Greg et Sandlin le présentent aux autres membres du groupe et Leavell devient le sixième membre du groupe.
Le 11 novembre 1972, peu de temps après l'enregistrement de la chanson "Ramblin' Man", Berry Oakley a un accident de moto qui lui sera fatal. Il n'a eu que le temps d'enregistrer deux chansons pour l'album, "Wasted Words" et "Ramblin' Man". Il sera remplacé par Lamar Williams, un bassiste qui avait déjà joué avec le batteur Jai Johanny Johanson dans un groupe de Musique soul pendant les années 60. Malgré cette seconde tragédie, le groupe se serre les coudes et termine l'enregistrement de l'album vers la fin décembre 1972.
Dickey Betts prend sur cet album de plus en plus d'importance au sein du groupe en signant quatre des sept titres, dont le morceau instrumental "Jessica", un futur succès radio avec "Southbound" et un original "Pony Boy" à mi chemin entre la country et le blues. Le son du groupe évolue considérablement, avec l'arrivée du pianiste Chuck Leavell en tant que soliste reprenant (sans chercher à le remplacer) la place laissée vacante par Duane Allman.

### Réception
L'album marque l'apogée du succès commercial du groupe en se classant à la première place du Billboard 200 aux États-Unis. Les singles Ramblin' Man et "Jessica", tous les deux signés par Dickey Betts, se hissent respectivement à la deuxième et à la soixante-cinquième place des charts du Billboard Hot 100.

### La pochette
Le livret accompagnant l'album comprend une grande photographie de la "famille" Allman (membres, roadies, épouses, amies, enfants, chiens...) prise dans un ranch, appelé "The Farm", que louait le groupe dans la petite ville de Juliette, non loin de Macon. Cette unité affichée après les drames qui ont affecté le groupe, sera mise à mal par les tensions qui apparaîtront au sein du groupe les années suivantes. Le petit garçon sur le verso de la pochette est Vaylor Trucks le fils du batteur Butch Trucks et la petite fille au recto est Britanny Oakley, la fille du bassiste Berry Oakley.

## Pistes
Face 1
| No | Titre             | Auteur       | Durée |
| -- | ----------------- | ------------ | ----- |
| 1. | Wasted Words      | Gregg Allman | 4:20  |
| 2. | Ramblin' Man      | Dickey Betts | 4:48  |
| 3. | Come and Go Blues | G. Allman    | 4:55  |
| 4. | Jelly Jelly       |              | 5:46  |

Face 2
| No | Titre      | Auteur | Durée |
| -- | ---------- | ------ | ----- |
| 5. | Southbound | Betts  | 5:10  |
| 6. | Jessica    | Betts  | 7:31  |
| 7. | Pony Boy   | Betts  | 5:51  |

Cd bonus de l'édition Deluxe sortie en 2013
| No | Titre                                                                 | Auteur                                                         | Durée |
| -- | --------------------------------------------------------------------- | -------------------------------------------------------------- | ----- |
| 1. | Wasted Words (prise issue des répétitions)                            | G. Allman                                                      | 5:06  |
| 2. | Trouble No More (prise issue des répétitions)                         | Muddy Waters                                                   | 3:58  |
| 3. | Southbound (version instrumentale)                                    | Betts                                                          | 5:56  |
| 4. | One Way Out (prise issue des répétitions)                             | Elmore James, Marshall Sehorn, Sonny Boy Williamson II         | 5:38  |
| 5. | I'm Gonna Move To The Outskirts Of Town (prise issue des répétitions) | William Weldon                                                 | 11'14 |
| 6. | Done Somebody Wrong (prise issue des répétitions)                     | Elmore James                                                   | 3:50  |
| 7. | Double Cross (Outtake)                                                | G. Allman                                                      | 4:36  |
| 8. | Early Morning Blues (Outtake)                                         | G. Allman                                                      | 9:27  |
| 9. | A Minor Jam (Studio jam)                                              | Butch Trucks, Jaimoe, Lamar Williams, Chuck Leavell, Les Dudek | 16:30 |

## Musiciens
Album original

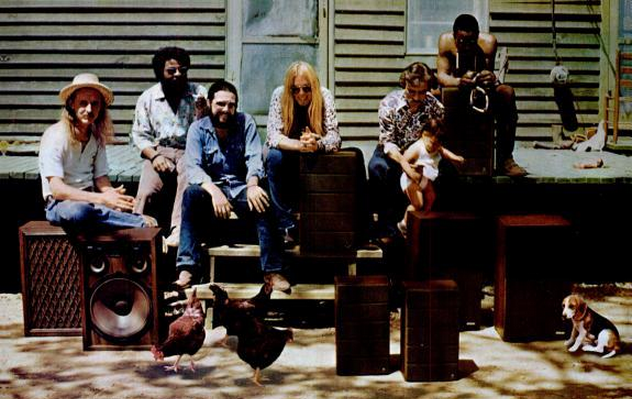
Les Allman Brothers devant "The Farm" en 1973

- Gregg Allman : chant, orgue Hammond, guitare rythmique (sur Wasted Words), chœurs
- Dickey Betts : chant, lead et slide guitar, dobro
- Berry Oakley : basse (sur Wasted Words et Ramblin' Man)
- Lamar Williams : basse
- Chuck Leavell : piano, piano électrique, chœurs
- Jai Johanny Johanson : batterie, congas
- Butch Trucks : batterie, percussions, timbales, congas
- Invités:
  - Les Dudek : lead guitar (sur Ramblin' Man), guitare acoustique sur (Jessica)
  - Tommy Talton : guitare acoustique (sur Pony Boy)

Cd bonus 2013
- Gregg Allman: chant (titres 1, 2, 4, 5, 7, 8), guitare rythmique (titres 1, 6), orgue (titres 2, 3, 4, 5, 7, 8)
- Dickey Betts: guitare slide (titres 1, 6), lead guitare (titres 2, 3, 4, 5, 7, 8)
- Butch Trucks: batterie (titres 1 à 9), percussions & congas (titre 8)
- Jai Johanny Johanson: batterie (titres 1 à 9)
- Lamar Williams: basse (titres 1, 6, 7, 8, 9)
- Chuck Leavell: piano (titres 1, 2, 3, 4, 6, 7, 8, 9)
- Berry Oakley: basse (titres 2, 3, 4, 5)
- Invité:
  - Les Dudek: guitare (titre 9)

## Charts et certifications
| Date | Pays        | Durée du classement | Meilleur classement |
| ---- | ----------- | ------------------- | ------------------- |
| 1973 | Australie   | 15 semaines         | 2e                  |
| 1973 | Canada      | 30 semaines         | 1er                 |
| 1973 | États-Unis  | 56 semaines         | 1er                 |
| 1973 | Pays-Bas    | 2 semaines          | 10e                 |
| 1973 | Royaume-Uni | 3 semaines          | 42e                 |
| 2013 | Allemagne   | 2 semaines          | 52e                 |
| 2015 | Espagne     | 1 semaine           | 97e                 |

| Pays       | Certification | Ventes      | Date       |
| ---------- | ------------- | ----------- | ---------- |
| États-Unis | Or            | 500 000 +   | 21/08/1973 |
| États-Unis | Platine       | 1 000 000 + | 28/12/1995 |

### Charts singles
| Année | Single       | Chart                         | Position |
| ----- | ------------ | ----------------------------- | -------- |
| 1973  | Rambling Man | Hot 100                       | 2e       |
| 1973  | Rambling Man | Hot Adult Contemporary Tracks | 12e      |
| 1974  | Jessica      | Hot 100                       | 65e      |
| 1974  | Jessica      | Adult Contemporary            | 29e      |